# Swiss Women's Hockey League A
La Swiss Women's Hockey League A (fino al 2014: Lega Nazionale A) è la massima divisione del campionato svizzero femminile di hockey su ghiaccio.

## Squadre 2024-2025
| Squadra                         | Paese      | Stadio                 | Capienza |
| ------------------------------- | ---------- | ---------------------- | -------- |
| SC Bern Frauen                  | Berna      | PostFinance Arena      | 3.520    |
| Davos Ladies                    | Davos      | Eisstadion Davos       | 5.000    |
| Friburgo-Gottéron Ladies        | Friburgo   | BCF Arena              | 2.800    |
| Damen Langenthal                | Langenthal | St. Jakob-Arena        | 6.612    |
| Neuchâtel Hockey Accademy Dames | Neuchâtel  | Patinoires du Littoral | 6.190    |
| Ambrì-Piotta Girls              | Quinto     | Gottardo Arena         | 6.775    |
| Zug Damen                       | Zug        | Bossard Arena          | 7.200    |
| ZSC Lions Frauen                | Zürich     | Kunsteisbahn Heuried   | 2.360    |

## Albo d'oro
Di seguito l'albo d'oro a partire dall'edizione inaugurale del 1987-1986.
Le squadre in grassetto sono quelle al loro primo titolo e il numero tra parentesi indica i titoli ottenuti fino a quel momento, incluso quello conquistato nella stessa stagione.
- 1986-87:  Kloten Specials
- 1987-88:  Kloten Specials (2)
- 1988-89:  GCK Lions Frauen
- 1989-90:  GCK Lions Frauen (2)
- 1990-91:  GCK Lions Frauen (3)
- 1991-92:  Bülach Damen
- 1992-93:  Lyss Damen
- 1993-94:  Damen Langenthal
- 1994-95:  Lyss Damen (2)
- 1995-96:  Lyss Damen (3)
- 1996-97:  Damen Lyss
- 1997-98:  Zug Damen
- 1998-99:  Zug Damen (2)
- 1999-00:  Damen San Gallo
- 2000-01:  Reinach
- 2001-02:  Reinach (2)
- 2002-03:  Reinach (3)
- 2003-04:  Zug Damen (3)
- 2004-05:  Zug Damen (4)

- 2005-06:  Lugano Ladies
- 2006-07:  Lugano Ladies (2)
- 2007-08:  Damen Langenthal (2)
- 2008-09:  Lugano Ladies (3)
- 2009-10:  Lugano Ladies (4)
- 2010-11:  ZSC Lions Frauen
- 2011-12:  ZSC Lions Frauen (2)
- 2012-13:  ZSC Lions Frauen (3)
- 2013-14:  Lugano Ladies (5)
- 2014-15:  Lugano Ladies (6)
- 2015-16:  ZSC Lions Frauen (4)
- 2016-17:  ZSC Lions Frauen (5)
- 2017-18:  ZSC Lions Frauen (6)
- 2018-19:  Lugano Ladies (7)
- 2019-20: non assegnato a causa della pandemia di COVID-19
- 2020-21:  Lugano Ladies (8)
- 2021-22:  ZSC Lions Frauen (7)
- 2022-23:  ZSC Lions Frauen (8)
- 2023-24:  ZSC Lions Frauen (9)[2]